# Classe Hatakaze
La classe Hatakaze est une classe de destroyers lance-missiles de la Force maritime d'autodéfense japonaise construite durant les années 1980.

## Conception
La classe Hatakaze fut la première à recevoir comme propulseur des turbines à gaz.

Son système d'armement est une amélioration de celui de la classe Tachikaze.

## Les bâtiments
| N° coque | Nom           | Lancement       | Service effectif | Chantier                             | Port d'attache | Photo |
| -------- | ------------- | --------------- | ---------------- | ------------------------------------ | -------------- | ----- |
| DDG-171  | JDS Hatakaze  | 9 novembre 1984 | 27 mars 1986     | Mitsubishi Heavy Industries Nagasaki | Yokosuka       |       |
| DDG-172  | JDS Shimakaze | 30 janvier 1987 | 23 mars 1988     | Mitsubishi Heavy Industries Nagasaki | Maizuru        |       |